# Ernesto Aguirre
Ernesto Aguirre es un ex tenista chileno, que jugó durante de los años 1960. Fue contemporáneo de Luis Ayala, Patricio Cornejo, Patricio Rodríguez y Jaime Pinto.
En su carrera ganó cuatro títulos individuales. Fue jugador del equipo chileno de Copa Davis entre 1959 a 1965, y luego en 1967. De los 26 partidos que disputó en este torneo, ganó 11 y cayó en 15. Llegó a cuartos de final en la edición de 1964 con Cornejo y Rodríguez.